# (41986) Fort Bend
Pour les articles homonymes, voir Bend (homonymie).
(41986) Fort Bend est un astéroïde de la ceinture principale.

## Description
(41986) Fort Bend est un astéroïde de la ceinture principale. Il fut découvert le 29 décembre 2000 à Needville par l'observatoire de Needville. Il présente une orbite caractérisée par un demi-grand axe de 2,72 UA, une excentricité de 0,14 et une inclinaison de 4,2° par rapport à l'écliptique.

## Compléments